# 奥萨半岛

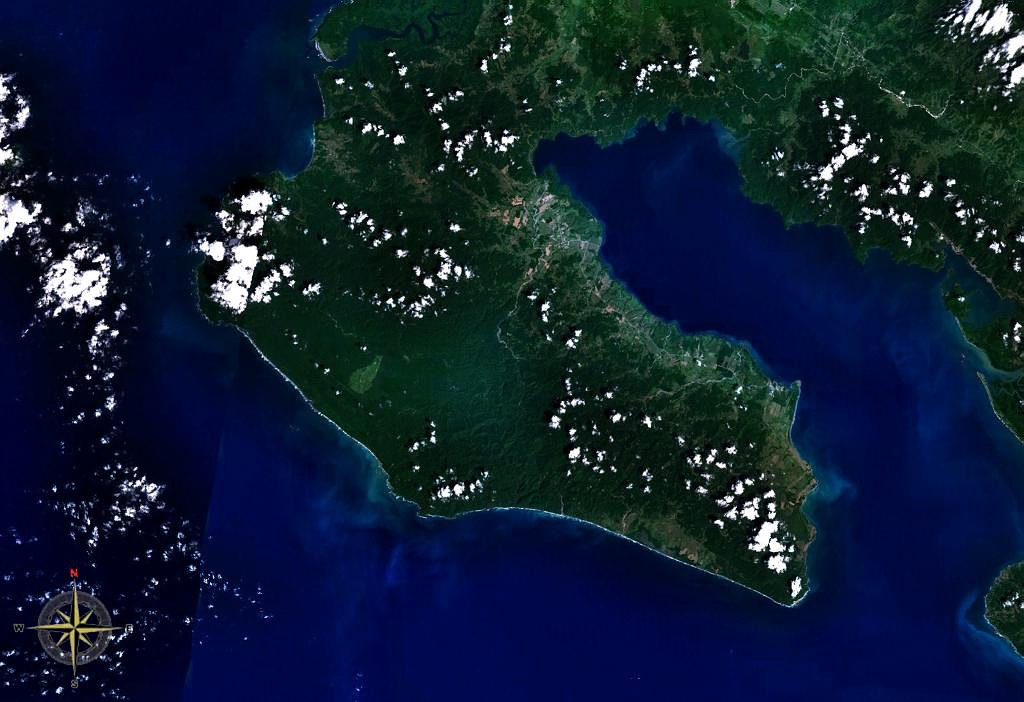
奥萨半岛卫星照片

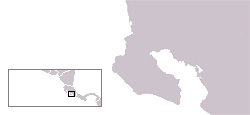
奥萨半岛的位置

8°34′2″N 83°30′58″W / 8.56722°N 83.51611°W
奥萨半岛（西班牙語：Península de Osa）一作奥撒半岛，位于哥斯达黎加南部，西北临科罗纳多湾，西临太平洋，最南端为马塔帕洛角（Cabo Matapalo），东濒杜尔塞湾，西北至东南长约55公里，西南至东北宽30公里，是哥斯达黎加第二大半岛。半岛大部分地势低洼，最高点蒂格雷山（Tigre Hill）海拔782米，该地被用作畜牧业场所。主要城镇为杜塞尔湾畔的希门尼斯港（Puerto Jiménez）。半岛西部的科爾科瓦杜國家公園是中美洲重要的原始雨林保护区。

## 生態
該半島是地球上最肥沃的土地之一，雖僅占不到1‰的表面積，世上卻有2.5%的生物在此生存。此地有眾多生態系如：雨林、沼泽、红树林等；東邊的杜尔塞湾是座頭鯨與雙髻鯊育幼之地。此地於20世紀中前鮮有人煙，未經人類破壞也是該地物種豐富的原因之一。:94-95

## 歷史
在1960年代，奧薩半島僅存在少數淘金者及墾荒者。直到1970年代初泛美公路建成後才陸續有人居住，但住民逐漸增多也使生態遭到破壞，故哥斯达黎加政府於1975年成立了科爾科瓦杜國家公園加以保護生態。
到了1980年代，因黃金價格上漲，淘金者遂於公園內非法採礦，導致公園內動物遭到獵殺、河流被污染。但近年來有些淘金者已轉行做生態導遊。:95-100